# Cuxhaven BasCats
Die Cuxhaven BasCats sind ein ehemaliger deutscher Basketballverein aus Cuxhaven, der bis 2015 in der zweiten Bundesliga ProA spielte.

## Geschichte
Die Cuxhaven BasCats gingen 2004 aus der 1. Herren des SV Rot-Weiss Cuxhaven hervor. Im Zuge des Aufstieges / der Teilnahme am Wettbewerb der 2. Basketball-Bundesliga Gruppe Nord, wurde der Spielbetrieb an eine Kapitalgesellschaft, die Cuxhaven BasCats Marketing GmbH, übertragen. Der Name änderte sich in Cuxhaven BasCats. In der Saison 2007/2008 wurde sportlich der Aufstieg in die Basketball-Bundesliga geschafft. Jedoch verhinderten die Auflage einer Hallenkapazität von mindestens 3.000 Zuschauern, aber auch die finanziellen Anforderungen einer Erstligateilnahme den Aufstieg. In der Saison 2009/2010 scheiterte der Aufstieg in die Basketball-Bundesliga erneut an den Anforderungen der Bundesliga. Im Frühjahr 2010 erreichten die Niedersachsen das Endspiel des DBB-Pokals (in dieser Saison ohne Erstligisten ausgetragen) und richteten das Finalturnier aus. Im Endspiel unterlag man Bayreuth mit 72:76. Im Februar 2012 kam es zur Trennung vom langjährigen Cheftrainer Vilmantas Matkevičius, der aus gesundheitlichen Gründen seit Saisonbeginn 2011/12 von seinem Assistenten Krists Plendišķis vertreten wurde. Matkevičius war seit 2000 Trainer bei Rot-Weiss beziehungsweise den BasCats und führte die Mannschaft von der zweiten Regionalliga in die 2. Bundesliga.
Am Ende der Saison 2014/2015 erfolgte der Rückzug aus der 2. Basketball-Bundesliga (ProA/ProB), nachdem die Cuxhaven BasCats keine Lizenz für die kommende Saison erhalten haben. Ursprünglich stand Cuxhaven Ende März 2015 nicht als Absteiger aus der ProA fest. Anfang Mai erhielt Cuxhaven allerdings weder für die ProA noch für die ProB eine Lizenz, nach eigenen Angaben waren die finanziellen Anforderungen für eine Lizenz zu hoch. Zusätzlich erfolgte wenige Tage später eine sportrechtliche Entscheidung in der ProA, die die Wertung eines Spiels der Saison 2014/2015 änderte. Diese Entscheidung führte dazu, dass Cuxhaven vom 14. Platz auf den 15. und damit einen Abstiegsplatz rutschte. Ursprünglich wollten die BasCats noch ihren Lizenzantrag für die ProB nachbessern und neue Sponsoren finden, allerdings waren diese Bemühungen nicht erfolgreich. Daher traten sie in der Saison 2015/2016 nicht mehr an. Am 30. Juli 2015 wurde ein Insolvenzverfahren über das Vermögen der Cuxhaven BasCats Marketing GmbH eingeleitet.
Der Spielbetrieb wurde in der Folge vom Stammverein auf Rot-Weiss Cuxhaven Basketball übertragen.

### Ausrüster
Der Ausrüster der Cuxhaven Bascats in den Spieljahren 2007/08 und 2008/09 war Jako. Ab der Saison 2009/10 spielten die BasCats mit Ausrüstungsgegenständen der Firma P4two, um dann 2010/11 und 2011/12 mit Spalding anzutreten. Ab der Saison 2012/13 wurden die Cuxhavener von Owayo ausgestattet. Der jeweilige Ausrüster stellte Spielbekleidung sowie andere Sport- und Fanartikel zur Verfügung. Außerdem wurden auch die Jugendmannschaften der Basketball-Abteilung von Rot-Weiss Cuxhaven mit den Trikots vom jeweiligen Ausrüster ausgestattet.

## Kader
| Spieler | Spieler            | Spieler             | Spieler    | Spieler | Spieler | Spieler                                   |
| Nr.     | Nat.               | Name                | Geburt     | Größe   | Info    | Letzter Verein                            |
| ------- | ------------------ | ------------------- | ---------- | ------- | ------- | ----------------------------------------- |
|         |                    | Guards (PG, SG)     |            |         |         |                                           |
| 17      | Deutschland        | Greg Onwuegbuzie    | 09.03.1993 | 1,91 m  |         | ASC 1846 Göttingen                        |
| 5       | Deutschland        | Maximilian Rockmann | 25.11.1988 | 1,83 m  |         | Phoenix Hagen                             |
| 31      | Deutschland        | Cengiz Dastan       | 08.09.1986 | 1,82 m  |         | RW Cuxhaven                               |
|         |                    | Forwards (SF, PF)   |            |         |         |                                           |
| 25      | Deutschland        | Maurice Pluskota    | 30.05.1992 | 2,07 m  |         | Eisbären Bremerhaven                      |
| 9       | Deutschland        | Andreas Hasenkamm   | 16.11.1983 | 1,92 m  |         | Eisbären Bremerhaven                      |
| 2       | Vereinigte Staaten | Monyea Pratt        | 11.07.1985 | 1,96 m  |         | Uni-Riesen Leipzig                        |
| 10      | Vereinigte Staaten | Scott Thomas        | 20.11.1989 | 2,00 m  |         | Bowling Green State University/NCAA (USA) |
| 27      | Deutschland        | Jeremy Dunbar       | 25.03.1988 | 1,95 m  |         | Crailsheim Merlins                        |
|         |                    | Center (C)          |            |         |         |                                           |
| 1       | Deutschland        | Oliver Mackeldanz   | 20.07.1990 | 2,11 m  |         | RSV Eintracht Stahnsdorf                  |
| 22      | Vereinigte Staaten | Evan Harris         | 09.09.1986 | 2,06 m  |         | Illiabum Clube (POR)                      |

| Trainer    | Trainer           | Trainer         |
| Nat.       | Name              | Position        |
| ---------- | ----------------- | --------------- |
| Lettland   | Krists Plendišķis | Head-Coach      |
| Osterreich | Sean McCaw        | Assistant-Coach |

| Legende                | Legende   |
| Abk.                   | Bedeutung |
| ---------------------- | --------- |
|                        |           |
| Quellen                |           |
| Teamhomepage           |           |
| Ligahomepage           |           |
| Stand: 29. Januar 2009 |           |

| Legende                | Legende   |
| Abk.                   | Bedeutung |
| ---------------------- | --------- |
|                        |           |
| Quellen                |           |
| Teamhomepage           |           |
| Ligahomepage           |           |
| Stand: 29. Januar 2009 |           |

 Wechsel 2013/2014 
Zugänge:
Abgänge: Jeremy Dunbar (BG Göttingen), Maximilian Rockmann (Kirchheim Knights)

## Trainer
| Amtszeit        | Trainer               |
| --------------- | --------------------- |
| 00/2000-03/2012 | Vilmantas Matkevičius |
| 03/2012-12/2014 | Krists Plendišķis     |
| 12/2014-2015    | Moris Hadžija         |

## Ehemalige Spieler
| Name               | Position         | Geburtsdatum | Größe  | Nationalität       | Saison | Verein nach Abgang                    |
| ------------------ | ---------------- | ------------ | ------ | ------------------ | ------ | ------------------------------------- |
| Benjamin Baffoe    | Forward          | 18.08.1985   | 1,93 m | Deutschland        | 04/05  | BSG Bremerhaven                       |
| Broderick Bobb     | Forward / Center | 18.07.1975   | 2,03 m | Vereinigte Staaten | 04/07  | De Westhoek (Belgien)                 |
| Eddie Cage         | Center           | 07.11.1978   | 2,04 m | Vereinigte Staaten | 04/05  | Basq.Muro (Spanien)                   |
| Justas Cesnavicius | Forward / Center | 28.11.1979   | 2,12 m | Litauen            | 04/05  | Tijola (Spanien)                      |
| Richard Fröhlich   | Forward / Center | 05.06.1986   | 2,05 m | Deutschland        | 04/05  | Fighting Owls Glendora (USA)          |
| Ibrahim            | Forward / Center | 23.10.1979   | 2,00 m | Kamerun            | 04/05  | unbekannt                             |
| Lee Jeka           | Guard            | 08.06.1983   | 1,90 m | Australien         | 04/07  | Lusitania (Portugal)                  |
| Oliver Lüders      | Forward          | 01.07.1978   | 2,00 m | Deutschland        | 04/06  | TSV Lamstedt                          |
| Maurice Newby      | Guard            | 07.11.1967   | 1,92 m | Frankreich         | 04/05  | Mainfranken                           |
| Alexander Pauli    | Forward/Center   | 16.05.1986   | 2,02 m | Deutschland        | 04/05  | unbekannt                             |
| Kinte Smith        | Guard / Forward  | 27.05.1977   | 1,95 m | Vereinigte Staaten | 04/05  | West-Brabant (Niederlande)            |
| Björn Theilmann    | Guard            | 05.04.1979   | 1,97 m | Deutschland        | 04/05  | M’gladbach                            |
| Ufuk Üre           | Guard            | 13.01.1978   | 1,85 m | Turkei             | 04/07  | TSV Lamstedt                          |
| Marius Zemaitis    | Guard            | 09.06.1978   | 1,88 m | Litauen            | 04/06  | TSV Lamstedt                          |
| Damien Argrett     | Forward          | 1982         | 2,03 m | Vereinigte Staaten | 05/06  | Ústí n/Labem (Tschechien)             |
| Ty(land) Brunson   | Forward          | 01.01.1982   | 2,03 m | Vereinigte Staaten | 05/06  | unbekannt (USA)                       |
| Danny Herbst       | Guard / Forward  | 16.11.1977   | 1,93 m | Deutschland        | 05/06  | Lesum-Burgdamm                        |
| Audrius Maneikis   | Forward          | 05.06.1984   | 2,03 m | Litauen            | 05/06  | Suduva (Litauen)                      |
| Kevin Martin       | Center           | 28.02.1983   | 2,08 m | Vereinigte Staaten | 05/06  | Klosterneuburg (Österreich)           |
| Benas Matkevicius  | Forward          | 23.05.1983   | 1,94 m | Litauen            | 05/07  | Cuxhaven Bascats (A.-Coach)           |
| Jannis Michael     | Forward          | 05.06.1986   | 2,00 m | Deutschland        | 05/06  | Eisbären B'haven                      |
| Lukas Dawidowski   | Forward          | 20.03.1983   | 1,98 m | Deutschland        | 06/07  | Hagen                                 |
| Erwin Hoppe        | Forward          | 02.10.1989   | 1,91 m | Deutschland        | 06/07  | TSV Altenwalde (Cuxhaven)             |
| Robert Kulawick    | Guard            | 01.02.1986   | 1,95 m | Deutschland        | 06/07  | Bernau                                |
| Axel Pleuger       | Center           | 14.08.1978   | 2,15 m | Deutschland        | 06/07  | -                                     |
| Dwayne Shackleford | Guard            | 24.08.1981   | 1,78 m | Vereinigte Staaten | 06/07  | -                                     |
| Aaron Carlton      | Center           | 1979         | 2,06 m | Vereinigte Staaten | 07/08  | Guildford H. (Vereinigtes Königreich) |
| Omar Ba            | Guard / Forward  | 1972         | 1,95 m | Senegal            | 03/04  | Bremen                                |
| Roderick Trice     | Guard            | 14.06.1984   | 1,88 m | Vereinigte Staaten | 07/08  | Göttingen                             |
| Danny Gibson       | Guard            | 28.01.1984   | 1,80 m | Vereinigte Staaten | 07/08  | Nördlingen                            |
| Monta McGhee       | Guard / Forward  | 11.11.1979   | 2,02 m | Vereinigte Staaten | 07/08  | Nördlingen                            |
| Glenn Göttsche     | Guard            | 29.08.1987   | 1,88 m | Deutschland        | 07/08  | unbekannt                             |
| Jean Francois      | Forward          | 10.12.1980   | 1,97 m | Vereinigte Staaten | 07/08  | Caja Rioja (Spanien)                  |
| Marlon Pompey      | Center / Forward | 01.04.1983   | 2,03 m | Kanada             | 07/08  | SC Rist Wedel                         |
| Collins Harris     | Forward          | 00.00.1985   | 1,96 m | Vereinigte Staaten | 07/08  | Champville (Libanon)                  |
| Kevin Hensel       | Guard            | 16.01.1992   | 1,78 m | Deutschland        | 09/10  | TSV Altenwalde (Cuxhaven)             |

## Erfolge
- Saison 2003/04 Aufstieg in die 2. BBL Nord

### Tabellenplatzierungen
- 2004/05: 13. Platz 2. BBL Nord
- 2005/06: 08. Platz 2. BBL Nord
- 2006/07: 03. Platz 2. BBL Nord
- 2007/08: 02. Platz 2. BBL ProA / Vizemeister
- 2008/09: 12. Platz 2. BBL ProA
- 2009/10: 02. Platz 2. BBL ProA / Vizemeister
- 2010/11: 11. Platz 2. BBL ProA
- 2011/12: 13. Platz 2. BBL ProA
- 2012/13: 05. Platz 2. BBL ProA
- 2013/14: 14. Platz 2. BBL ProA
- 2014/15: 15. Platz 2. BBL ProA (Abstiegsplatz)

## Spielort
Als Heimspielort der BasCats diente die Rundturnhalle Cuxhaven. Die 1970 erbaute Halle bietet bei Heimspielen 1531 Plätze, darunter 256 VIP-Plätze. Jahrelang wurde in Cuxhaven über eine Renovierung und Vergrößerung der Halle diskutiert. Später entsprach die Halle nur noch mit Ausnahmen den Anforderungen der ProA. Ebenso war die Halle ein Hauptargument dafür, die sportlich errungenen Aufstiege 2008 und 2010 nicht wahrzunehmen. Bei den Fans wurde die Halle auch als BasCats-Arena bezeichnet.